# Институт за дечју књижевност
Институт за дечју књижевност основан је 28.09.2020. године. Седиште Института налази се у Београду, у Улици краља Милана 4, а регистрован је у Агенцији за привредне регистре.

## Циљеви
Основни циљеви Института за дечју књижевност су:
- пропагирање, развој и унапређење књижевности за децу и младе,
- успостављање oдговарајућег вида сарадње са релевантним сродним домаћим и страним институцијама,
- формирање и сукцесивно ажурирање базе података које садрже информације о писцима, илустраторима, књигама, издавачким кућама, наградама, преводиоцима, фестивалима, конкурсима, научним скуповима и другим чињеницама везаним за књижевност намењену деци и омладини,
- промоција књига и значајних издања (белетристикa, сликовнице, студије, монографије, антологије, зборници),
- организовање стручних и научних скупова, трибина, књижевних сусрета и округлих столова у циљу афирмисања уметничке литературе и науке о књижевности за децу и младе,
- покретање издавачке делатности (књиге, самостална и заједничка издања, преводи), као и организовање Међународног књижевног фестивала стваралаштва за децу и дечјег стваралаштва,
- побољшање услова за бављење дечјом литературом и медијско промовисање њених врхунских уметничких вредности, уз очување угледа професије и унапређивање моралних и интелектуалних права аутора,
- пружање професионалне, етичке, стручне и друге подршке писцима, преводиоцима, илустраторима, издавачима и другим ствараоцима за децу и младе, као и издавачима и свим осталим професионалним учесницима у књижевним збивањима итд.

## Чланови
Институт има редовне и почасне чланове, као и придружене чланове (пријатеље).
Његово руководство чине чланови Управног одбора, за чијег председника је одабран управо оснивач Института, Милутин Ђуричковић, а заменица председника је Гордана Малетић.

## Сектори
Институт своју делатност обавља у оквиру три сектора, односно савета:
- Научни савет, руководилац Зорана Опачић;
- Издавачки савет, руководилац Предраг Јашовић;
- Уметнички савет, руководилац Зоран Пеневски.

## Издавачка делатност

### Једрењак
Институт је покренуо часопис за дечју књижевност, уметност и културу под називом Једрењак. За главног уредника изабран је Зоран Пеневски, писац и уредник у  издавачкој кући Лагуна, који је такође на челу Уметничког савета Института. Сви заинтересовани писци, критичари, илустратори и други ствараоци могу приложити своје необјављене прилоге на имејл редакције.
У првом броју часописа ће бити објављени непубликовани радови домаћих аутора. Основни циљ издавача је да књижевност за децу буде високог квалитета и да рад аутора буде препознат и признат.

### Годишњак Института за дечју књижевност
Годишњак Института за дечју књижевност је стручно-информативни гласник и научни часопис, за чијег главног уредника је изабран Миомир Милинковић. У часопису ће се објављивати научни и стручни чланци из уже области науке о књижевности за децу и младе као што су студије, разговори, прикази, есеји, критике, као и текстови из других сродних друштвених наука и дисциплина, ако се у њима обрађују питања или проблеми у вези са истраживањима у области књижевности за децу и младе. Циљ уредништва је да окупи што већи број маркантних проучавалаца и тумача књижевности за децу у земљи и у свету, како би се широј читалачкој и стручној јавности представили постигнути резултати у истраживању разних аспеката и сегмената у овој области литературе.

## Сарадња у земљи и свету
Институт је потписао протоколе о сарадњи са неколико сродних установа и удружења у земљи и свету: 
- Дечји културни центар (Београд),
- Удружење књижевника Србије (Београд),
- Фестивал Везени мост (Тузла, БИХ),
- Institute of Children`s Literature (USA),
- Централна библиотека Тарас Шевченко (Кијев, Украјина),
- Ирачки центар за културу и књижевност (Багдад, Ирак),
- Удружење Перун артис (Битољ, Северна Македонија),
- Содружество Свежий взгляд (Санкт Петербург, Русија),
- Удружење црногорских писаца за дјецу и младе (Подгорица, Црна Гора) и др.

## Промоција књига
Поводом обележавања Дана матерњег језика и Међународног дана књиге за децу, Институт је организовао неколико књижевних програма и промоција. У плану је организовање Међународног књижевног фестивала за децу и младе који би се одржавао у градовима широм Србије, као и установљавање награде за животно дело и изузетан допринос развоју и афирмацији књижевности за децу и младе.